# Moschea Daxue Xixiang
La Moschea Daxue Xiaxiang ( 大学习巷清真寺S, Dà xuéxí xiàng qīngzhēnsìP) è una moschea costruita nel 705 d.C. che si trova a Xi'an nello Shaanxi in Cina.

## Storia
A Xi'an furono erette due moschee e poiché la moschea Daxue Xixiang era più ad ovest, venne chiamata "Grande Tempio Occidentale". La moschea è nota anche perché contiene la prima testimonianza scritta dello Xiao'erjing, risalente al 1339. Essa contiene dei versi del Corano scritti in Arabo e le firme degli autori in Xiao'erjing.
La moschea è stata inserita nella lista dei monumenti protetti della Repubblica Popolare Cinese nel 2013.